# Villa Levi (Stuttgart)

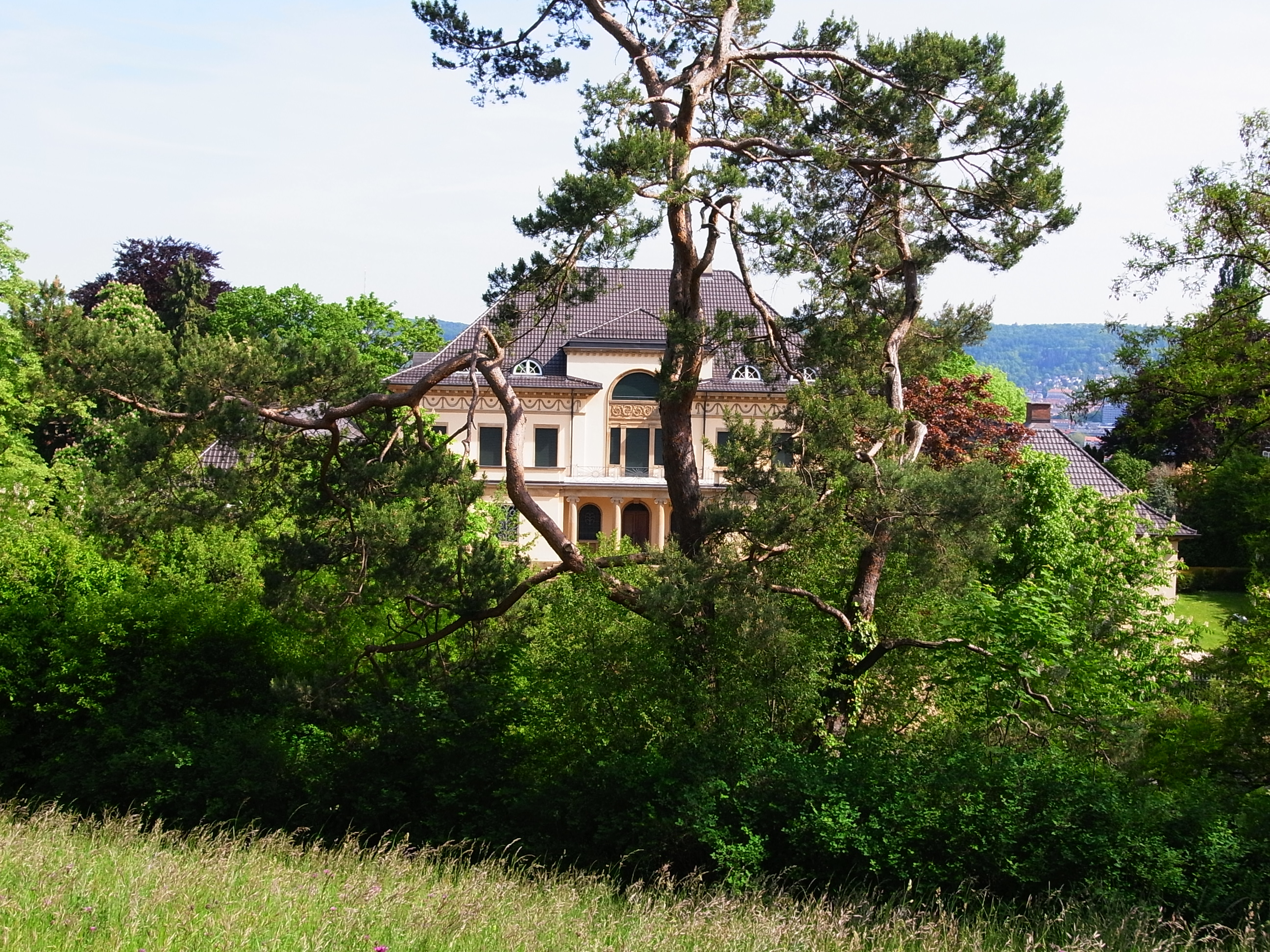
Villa Levi (Nordansicht)

Die Villa Levi (auch Salamander-Villa) ist ein Wohnhaus in der Feuerbacher Heide 38–42, einer Straße im Stuttgarter Norden am Killesberg.
Die Villa wurde 1921 für Max Levi, seinerzeit Mitinhaber der Schuhfabrik Salamander in Kornwestheim, gebaut. Verantwortliche Architekten waren Hugo Schlösser und Johann Weirether. Stilistisch ist die Baugestaltung dem Neoklassizismus zuzuordnen. Bis heute trägt die Villa den Namen des Erbauers und Ersteigentümers.
Vom 1. April 1946 bis zum 31. März 2000 war die Villa Sitz der Büchereischule Stuttgart (ab 1947: Süddeutsche Büchereischule, ab 1965: Süddeutsches Bibliothekar-Lehrinstitut, ab 1971: Fachhochschule für Bibliothekswesen Stuttgart, ab 1995: Fachhochschule Stuttgart – Hochschule für Bibliotheks- und Informationswesen). Danach stand die von der Stadt Stuttgart gehaltene, denkmalgeschützte Immobilie über Jahre leer. Zähe Verkaufsverhandlungen scheiterten, bis 2001 zunächst die Rinol AG die Villa kaufte. Nach deren Konkurs erwarb der im Immobiliengeschäft tätige Sohn von Ferdinand Piëch das Anwesen, das zukünftig ein Schulungszentrum beherbergen soll.